# كيم إريكسن
كيم إريكسن هو دراج دنماركي، ولد في 10 فبراير 1964 في سيلكيبورج في الدنمارك.

## وصلات خارجية
- كيم إريكسن على موقع أرشيف الدراجات (الإنجليزية)
- كيم إريكسن على موقع إحصائيات الدراجات الإحترافية (الإنجليزية)
- كيم إريكسن على موقع أوليمبيديا (الإنجليزية)